# 리로이 & 스티치
리로이 & 스티치(Leroy & Stitch)는 2006년 월트 디즈니 픽처스가 개봉한 장편 애니메이션이다. 릴로 & 스티치 TV시리즈의 결말이기도 하다.
2006년 7월 26일에 미국 툰 디즈니에서 방영되고,같은 해 7월 27일 DVD로 발매되었다.

## 줄거리
모든 점바의 시작품들을 잡은 스티치와 점바 프리클리는 이제 자신들이 돌아가야만 하는 장소로 돌아가게 된다. 릴로는 스티치가 떠나는걸 원치 않았지만 결국 기쁘게 보네주고 스티치는 점바 프리클리와 함께 하와이를 떠나게된다.
스티치와 이별하게 된 릴로는 쓸쓸함을 느껴 실험체 625호가 있는 간투 우주선을 찾아간다.
한편 감옥에서 햄스터빌이 탈출하고 점바의 실험실로 처들어가 점바에게 스티치랑 똑같은 실험체를 만들어달라고 협박한다.
리로이라 이름붙인 이 실험체는 햄스터빌의 군대로 전환되고 우주를 정복하고자 하는 햄스터빌의 계락을 막을라고
릴로와 스티치 콤비가 모여 힘을 합치게 된다.

## 등장인물
- 스티치 (실험체 626호)

괴력에,비상한 두뇌 외에 각종 특수능력을 지닌 줌바의 626번째 시험작.
줌바의 실험체들을 모두 잡아 각자가 알맞은 일을 할 수 있도록 도와준 공로로 은하계 연방에서 BRB(Big Red Battleship,적색 거대 전투선)을 받는다.
- 리로이

성우:크리스 샌더스
점바박사가 만든,스티치와 비슷하게 생긴 붉고 악한 실험체.
결국 햄스터빌 박사에게 우주정복을 하기 위한 도구로 이용된다.
- 릴로

하와이에 사는 어린 소녀.나이보다 어른스럽다.
줌바의 실험체를 다 잡은 공로로 스티치 일행이 떠나는 것을 원치 않지만,막지 못한다.
- 루벤(실험체 625호)

스티치 더 무비에 첫 등장하여 스티치와 동등한 전투능력을 가지고 있음에도 불구하고
게으르며 샌드위치 만드는 것을 좋아하는 실험체.
우주선의 함장이 된 스티치를 릴로와 만나게 해주기 위해 도와준다.
루벤이라는 이름은 이 시리즈에서 릴로가 지어주었다.
- 간투

햄스터빌의 부하로,키가 7m되는 거인이다.
무능하여 상관인 햄스터빌에게는 잔소리를 듣고,동료인 루벤에게는 놀림감이 된다.
악역으로 항상 스티치와 대립하나 사실 속정이 많다.
- 햄스터빌

영화 내의 악역으로,과거 줌바와 같은 대학출신인 박사.
햄스터같은 몸과 토끼 같은 귀를 지니고 빨간 망토를 하고 있다.
줌바가 또 하나의 실험체를 만들고 있다는 사실을 알고 그것의 이름을 '리로이'라 짓고,
릴로 일행이 잡은 줌바의 실험체들을 잡아들이려 한다.

## 목소리 출연
- 크리스 샌더스-스티치,리로이
- 디베이 체이스 - 릴로
- 롭 폴슨-루벤
- 케빈 맥도날드-플리클리
- 제프 베넷-햄스터빌
- 타라 스트롱-엔젤
- 빙 레임스-코브라 버블스
- 조디 켈드웰-총사령관